# بني قرة
قرية بنى قرة هي إحدى القرى التابعة لمركز القوصية في محافظة أسيوط في جمهورية مصر العربية. حسب إحصاءات سنة 2006، بلغ إجمالي السكان في بنى قرة 17407 نسمة، منهم 9134 رجل و8273 امرأة.